# Lenguas semíticas noroccidentales
Las lenguas semíticas noroccidentales forman una división intermedia de la familia de lenguas semíticas. Las lenguas de este grupo son habladas por unos 8 millones de personas.

## Subgrupos
El grupo se divide generalmente en tres grupos:
- Ugarítico (extinguido).
- Cananeo, que incluye el fenicio-púnico, el hebreo antiguo y el hebreo moderno.
- Arameo, que incluye el arameo antiguo, el arameo medio y el neoarameo.

## Comparación léxica
Los numerales en diferentes lenguas semíticas noroccidentales:
| GLOSA | Ugarítico | Cananeo | Cananeo        | Cananeo        | Arameo  | Arameo  | PROTO- SEM. NOc. |
| GLOSA | Ugarítico | Fenicio | Hebreo clásico | Hebreo moderno | Clásico | Siríaco | PROTO- SEM. NOc. |
| ----- | --------- | ------- | -------------- | -------------- | ------- | ------- | ---------------- |
| '1'   | *ʔaḥad-   | ʔḥd     | ʔeḥad          | ʔaˈχat         | *ḥad    | ḥad     | *ʔaḥad           |
| '2'   | *ṯināmi   | šnm     | šənayim        | ˈʃtaim         | *tren   | tāreṣ   | *ṯināyim         |
| '3'   | *ṯalāṯ-   | šlš     | śəlōš          | ʃaˈloʃ         | *tālaṯ  | tālāʔ   | *ṯalāṯ           |
| '4'   | *ʔarbaʔ-  | ʔrb     | ʔárbāʕ         | ˈ(ʔ)aʀba       | *ʔarbāʕ | ʔarbōʕ  | *ʔarbaʕ          |
| '5'   | *ḫam(i)š- | hmš     | ḥamiš          | χaˈmeʃ         | *ḥamša  | ḥamōš   | *ḫamiš           |
| '6'   | *ṯiṯṯ-    | šš      | šiš            | ʃeʃ            | *šeṯṯ-  | ʔešṯ-   | *šiṯṯ-           |
| '7'   | *šabʕ-    | šbʕ     | šibáʕ          | ˈʃeva          | *šabʕa  | šebʕō   | *šabʕa           |
| '8'   | *ṯamān-   | šmn     | šəmōná         | ʃmoˈne         | *tmānya | tmōnō   | *ṯamānya         |
| '9'   | *tišʕ-    | tšʕ     | tišáʕ          | ˈteʃa          | *tešʕa  | tešō    | *tišʕ(ah)        |
| '10'  | *ʕaš(a)r- | ʕšr     | ʔaśār          | ˈ(ʔ)eseʀ       | *ʕəsra  | ʕesrō   | *ʕaśr            |

Para las lenguas muertas se ha usado la transcripción semitológica /ḥ, ṯ, š, ḫ/ para las fricativas que usualmente se escriben mediante AFI como /ħ, θ, ʃ, x/.